# 센야촌
센야촌(千屋村)은 아키타현 센보쿠군에 설치되었던 촌이다. 현재의 미사토정 북부에 해당한다.

## 지리
동쪽은 오우산맥으로 이와테현과 접해 있으며, 오우산맥 마나도산지의 주봉인 마나도다케는 해발 1,059m에 달한다.
본 마을은 오우산맥에서 흘러내리는 마나다가와・마루코가와(丸子川)에 의해 만들어진 복합 부채꼴 지대(센야 부채꼴 지대) 위에 발달한 마을로, 계곡의 부채꼴 지대에는 나니와(浪花)・오사카(元本堂)・오사카(大坂)・이치조키(一丈木)・쿠로사와(黒沢)의 마을이 산재하고 있다. 센야의 이치샤오, 니샤오 주변은 부채꼴 중앙부에 해당하며, 과거에는 '와카바시노'라고 불리며 말 생산이 활발했었다. 다자와 소수에 의한 개척으로 현재는 논으로 바뀌었고, 직선 도로가 많다. 다자와 소수(田沢疏水)에 의한 이주민은 1940년부터 1955년 무렵까지 89가구에 이루었으며, 그 출신지도 마을 안팎에 걸쳐 있다.
근대에는 아름다운 삼나무와 소나무 가로수와 마을 중심에서 방사형 직선 도로가 만들어졌는데, 이는 초기 마을 정치를 주도한 사카모토 리이치로(坂本理一郎(東岳)에 의해 만들어졌다. 또한, 이이즈메 마을의 에바타 신노스케(江畑信之助) 등에 의해 이치조키(一丈木)저수지가 조성되었다. 이 저수지는 1970년 이후 3년에 걸친 '현영 저수지 등 정비사업'에 의해 정비되었다.
또한, 메이지 시대의 리쿠바 지진에 따른 센야 단층이 국가 천연기념물로 지정되어 있다.

## 역사
스가에마스미 『달의 데와지』에 의하면, 「센야」라는 이름의 유래는, 헤이안 시대 후기에 미나모토노 요시이에가 당지를 방문했을 때, 기원을 위해 화살을 천회 쏜 것에 의한 것이라고 하지만, 자세한 것은 불명이다
- 1889년 4월 1일 - 정촌제 시행에 의해 6촌의 구역으로 성립하였다.
- 1937년 - 국영 다자와 소수력 사업이 착공하였다.
- 1940년 12월 - 다자와소수사업에 따른 최초의 개간자가 아카츠키 지구에 정착하였다.
- 1955년 3월 31일 - 하타야촌과 합병해 센하타촌이 성립해, 동일 센야촌이 폐지되었다.

## 역대촌장
- 사사키 나가하치(1889.5-1893.4)
- 스기사와 몬자부로(1893.5-1897.4)
- 다카시이 사다노스케 (1897.6-1918.1)
- 사카모토 류타로 (1918.2-1927.3)
- 사사키 우메노스케 (1927.6-1929.6)
- 사카모토 류타로 (1929.7-1932.3)
- 사카모토 키치치 (1932.7-1943.8)
- 이즈하라 센노스케 (1943.9-1943.12)
- 사사키 쇼지 (나가하치) (1944.1-1944.7)
- 사카모토 기이치 (1944.8-1946.12)
- 도사와 사다노스케 (1947.4-1955.3)